# Bossedi I
Bossedi I est un village de la Région du Littoral au Cameroun, situé dans la commune de Dibombari, sur la route reliant Bwelelo à Yandom.

## Population et développement
En 1967, la population de Bossedi I était de 559 habitants, essentiellement des Pongo. Elle était de 442 lors du recensement de 2005.